# Brachythecium brotheri
Brachythecium brotheri är en bladmossart som beskrevs av Jean Édouard Gabriel Narcisse Paris 1904. Brachythecium brotheri ingår i släktet gräsmossor, och familjen Brachytheciaceae. Inga underarter finns listade i Catalogue of Life.